# Primordialisme
Primordialisme gaat ervan uit dat groepsidentiteit een gegeven is en dat er binnen iedere maatschappij bepaalde fundamentele, irrationele verbintenissen tussen mensen bestaan die gebaseerd zijn op zaken als religie, cultuur en taal. Naties worden beschouwd als natuurlijke fenomenen; dat iemand tot een natie behoort, is even vanzelfsprekend als dat iemand een lengte heeft.
Clifford Geertz geldt als de auteur die het concept van primordiale verbondenheid en gevoelens van een individu ten opzichte van een gemeenschap geïntroduceerd heeft. Volgens hem wordt iemand geboren binnen een bepaalde gemeenschap, met een bepaalde religie, cultuur, bepaalde sociale praktijken en een bepaalde moedertaal. Alleen al omdat iemand binnen deze bepaalde gemeenschap geboren is, zal deze een bepaalde verbondenheid met deze gemeenschap voelen. Etniciteit is dan de verbondenheid tussen mensen met eenzelfde moedertaal, religie, cultuur en dezelfde sociale praktijken. De gemeenschap wordt gezien als een historisch geëvolueerd gegeven. Het lidmaatschap van de groep wordt bij de geboorte aan het individu toegekend en als erfelijk beschouwd. Geschiedenis en voorvaderen spelen zodoende een belangrijke rol binnen de primordiale gemeenschap, evenals bloedverwantschap.
Het primordialisme gaat vanuit filosofisch standpunt bezien terug op de romantiek, in het bijzonder op de werken van Johann Gottlieb Fichte en Johann Gottfried Herder. Voor Herder was de natie synoniem met de taalgroep. Taal was voor hem synoniem met denken en volgens hem leidde dat ertoe dat iedere gemeenschap alleen al door de taal anders denkt dan andere gemeenschappen. Vooral na de Tweede Wereldoorlog ondervond het primordialisme veel kritiek. Een natie werd door velen gezien als een gemeenschap die tot stand was gekomen op basis van de politiek en technologie van de Moderne Tijd.